# Fußballclub Hansa Rostock 2002-2003
Questa voce raccoglie le informazioni riguardanti il Fußballclub Hansa Rostock nelle competizioni ufficiali della stagione 2002-2003.

## Stagione
Nella stagione 2002-2003 l'Hansa Rostock, allenato da Armin Veh, concluse il campionato di Bundesliga al 13º posto. In Coppa di Germania l'Hansa Rostock fu eliminato agli ottavi di finale dall'Unterhaching.

## Rosa
| N. |                      | Ruolo | Calciatore        |
| -- | -------------------- | ----- | ----------------- |
| 1  | Germania (bandiera)  | P     | Mathias Schober   |
| 2  | Germania (bandiera)  | C     | Timo Lange        |
| 3  | Rep. Ceca (bandiera) | D     | Michal Kovář      |
| 4  | Ghana (bandiera)     | C     | Godfried Aduobe   |
| 5  | Svezia (bandiera)    | D     | Andreas Jakobsson |
| 6  | Germania (bandiera)  | C     | Ronald Maul       |
| 7  | Germania (bandiera)  | C     | René Rydlewicz    |
| 8  | Germania (bandiera)  | D     | Jochen Kientz     |
| 9  | Togo (bandiera)      | A     | Bachirou Salou    |
| 10 | Germania (bandiera)  | C     | Thomas Meggle     |
| 11 | Svezia (bandiera)    | A     | Rade Prica        |
| 12 | Germania (bandiera)  | D     | Uwe Möhrle        |
| 14 | Svezia (bandiera)    | C     | Joakim Persson    |

| N. |                        | Ruolo | Calciatore                  |
| -- | ---------------------- | ----- | --------------------------- |
| 15 | Svezia (bandiera)      | A     | Magnus Arvidsson            |
| 17 | Svezia (bandiera)      | C     | Marcus Lantz                |
| 18 | Germania (bandiera)    | C     | Dietmar Hirsch              |
| 19 | Italia (bandiera)      | A     | Antonio Di Salvo            |
| 20 | Paesi Bassi (bandiera) | D     | Delano Hill                 |
| 21 | Germania (bandiera)    | P     | Daniel Klewer               |
| 22 | Germania (bandiera)    | C     | Kevin Hansen                |
| 23 | Austria (bandiera)     | C     | Gerd Wimmer                 |
| 24 | Germania (bandiera)    | A     | Marcel von Walsleben-Schied |
| 25 | Germania (bandiera)    | P     | Carsten Busch               |
| 26 | Germania (bandiera)    | C     | Björn Brunnemann            |
| 30 | Germania (bandiera)    | A     | Marco Vorbeck               |
| 38 | Svezia (bandiera)      | C     | Peter Wibrån                |

## Organigramma societario
Area tecnica
- Allenatore: Armin Veh
- Allenatore in seconda: Wolfgang Funkel, Juri Schlünz
- Preparatore dei portieri:
- Preparatori atletici:

## Calciomercato

### Sessione estiva
| Acquisti | Acquisti        | Acquisti              | Acquisti |
| R.       | Nome            | da                    | Modalità |
| -------- | --------------- | --------------------- | -------- |
| C        | Godfried Aduobe | Reutlingen            |          |
| D        | Jochen Kientz   | St. Pauli             |          |
| D        | Michal Kovář    | Reutlingen            |          |
| C        | Thomas Meggle   | St. Pauli             |          |
| D        | Uwe Möhrle      | Pfullendorf           |          |
| C        | Joakim Persson  | Esbjerg               |          |
| A        | Rade Prica      | Helsingborg           |          |
| C        | Gerd Wimmer     | Eintracht Francoforte |          |

| Cessioni | Cessioni         | Cessioni        | Cessioni |
| R.       | Nome             | da              | Modalità |
| -------- | ---------------- | --------------- | -------- |
| A        | Steffen Baumgart | Union Berlino   |          |
| C        | Christian Brand  | Lucerna         |          |
| C        | Mohammed Emara   | Al-Ahly         |          |
| C        | Marco Haber      | Omonia          |          |
| A        | Kreso Kovacec    | Augusta         |          |
| D        | Kai Oswald       | Hannover 96     |          |
| C        | Yasser Radwan    | Al-Ahly         |          |
| D        | Rayk Schröder    | Energie Cottbus |          |
| C        | Marco Weißhaupt  | Lubecca         |          |

### Sessione invernale
| Acquisti | Acquisti | Acquisti | Acquisti |
| R.       | Nome     | da       | Modalità |
| -------- | -------- | -------- | -------- |

| Cessioni | Cessioni       | Cessioni              | Cessioni |
| R.       | Nome           | da                    | Modalità |
| -------- | -------------- | --------------------- | -------- |
| A        | Markus Beierle | Eintracht Francoforte |          |

## Risultati

### Bundesliga

#### Girone di andata
| Arbitro: | Kinhöfer |

|  |           |                       |
|  | Marcatori | 44’ Vorbeck 54’ Lantz |

| Arbitro: | Keßler |

|                    |           |  |
| Rydlewicz 37’, 83’ | Marcatori |  |

| Arbitro: | Aust |

|  |           |                                         |
|  | Marcatori | 17’, 64’ Rydlewicz 27’ Prica 47’ Wibrån |

| Arbitro: | Strampe |

|            |           |                                           |
| Kientz 74’ | Marcatori | 5’ Neuville 22’ Brdarić 87’ (aut.) Wimmer |

| Arbitro: | Meyer |

|  |           |           |
|  | Marcatori | 32’ Salou |

| Arbitro: | Sippel |

|  |           |            |
|  | Marcatori | 12’ Koller |

| Arbitro: | Fröhlich |

|            |           |                        |
| Wibrån 10’ | Marcatori | 32’ Idrissou 43’ Bobic |

| Brema 6 ottobre 2002, ore 17:30 CEST 8ª giornata | Werder Brema | 0 – 0 referto | Hansa Rostock | Weserstadion (32 300 spett.)\| Arbitro: \| Wack \| |
| Arbitro:                                         | Wack         |               |               |                                                    |

| Arbitro: | Weiner |

|  |           |             |
|  | Marcatori | 73’ Roberto |

| Arbitro: | Krug |

|               |           |  |
| Klimowicz 29’ | Marcatori |  |

| Arbitro: | Aust |

|                           |           |                        |
| Rydlewicz 17’ Vorbeck 72’ | Marcatori | 22’ Lokvenc 78’ Mifsud |

| Arbitro: | Merk |

|                                 |           |           |
| Goor 8’ Alves 10’ Friedrich 58’ | Marcatori | 15’ Salou |

| Arbitro: | Albrecht |

|          |           |             |
| Prica 4’ | Marcatori | 46’ Kurányi |

| Arbitro: | Kemmling |

|                    |           |                      |
| Sand 5’ Mpenza 39’ | Marcatori | 51’ Wibrån 86’ Prica |

| Arbitro: | Krug |

|                            |           |                 |
| Vorbeck 19’ Prica 53’, 63’ | Marcatori | 38’ (rig.) Demo |

| Arbitro: | Stark |

|                                   |           |  |
| Wichniarek 45’, 55’ Reinhardt 81’ | Marcatori |  |

| Rostock 14 dicembre 2002, ore 15:30 CET 17ª giornata | Hansa Rostock | 0 – 0 referto | Amburgo | Ostseestadion (21 400 spett.)\| Arbitro: \| Wagner \| |
| Arbitro:                                             | Wagner        |               |         |                                                       |

#### Girone di ritorno
| Arbitro: | Strampe |

|               |           |                                |
| Jakobsson 57’ | Marcatori | 6’, 20’, 71’ Schroth 21’ Costa |

| Arbitro: | Steinborn |

|  |           |           |
|  | Marcatori | 42’ Prica |

| Rostock 8 febbraio 2003, ore 15:30 CET 20ª giornata | Hansa Rostock | 0 – 0 referto | Energie Cottbus | Ostseestadion (17 000 spett.)\| Arbitro: \| Merk \| |
| Arbitro:                                            | Merk          |               |                 |                                                     |

| Arbitro: | Albrecht |

|           |           |                |
| Babić 38’ | Marcatori | 35’, 41’ Salou |

| Arbitro: | Stark |

|              |           |               |
| Di Salvo 31’ | Marcatori | 61’ Hashemian |

| Arbitro: | Meyer |

|                      |           |  |
| Dedê 42’ Madouni 82’ | Marcatori |  |

| Arbitro: | Steinborn |

|                                           |           |            |
| Bobic 41’ Idrissou 45’ Kōnstantinidīs 66’ | Marcatori | 39’ Meggle |

| Arbitro: | Weiner |

|            |           |  |
| Hirsch 72’ | Marcatori |  |

| Arbitro: | Wagner |

|                  |           |  |
| Kovář 60’ (aut.) | Marcatori |  |

| Arbitro: | Jansen |

|         |           |  |
| Hill 3’ | Marcatori |  |

| Arbitro: | Strampe |

|               |           |  |
| Dominguez 71’ | Marcatori |  |

| Arbitro: | Kinhöfer |

|  |           |               |
|  | Marcatori | 50’ Friedrich |

| Arbitro: | Meyer |

|             |           |          |
| Meißner 27’ | Marcatori | 59’ Hill |

| Arbitro: | Stark |

|                                              |           |            |
| Prica 65’ Arvidsson 79’ Rydlewicz 84’ (rig.) | Marcatori | 16’ Varela |

| Arbitro: | Fröhlich |

|                                  |           |  |
| Demo 37’ Forssell 63’ Skoubo 77’ | Marcatori |  |

| Arbitro: | Fandel |

|                                    |           |  |
| Aduobe 8’ Vorbeck 56’ Di Salvo 85’ | Marcatori |  |

| Arbitro: | Jansen |

|                       |           |  |
| Cardoso 45’ Romeo 53’ | Marcatori |  |

### Coppa di Germania
| Arbitro: | Lange |

|  |           |                      |
|  | Marcatori | 26’ Kientz 64’ Salou |

| Arbitro: | Scheppe |

|            |           |  |
| Meggle 90’ | Marcatori |  |

| Arbitro: | Gagelmann |

|                               |           |                    |
| Strehmel 54’ Vaccaro 57’, 70’ | Marcatori | 15’, 63’ Arvidsson |

## Statistiche

### Statistiche di squadra
| Competizione      | Punti | In casa | In casa | In casa | In casa | In casa | In casa | In trasferta | In trasferta | In trasferta | In trasferta | In trasferta | In trasferta | Totale | Totale | Totale | Totale | Totale | Totale | DR |
| Competizione      | Punti | G       | V       | N       | P       | Gf      | Gs      | G            | V            | N            | P            | Gf           | Gs           | G      | V      | N      | P      | Gf     | Gs     | DR |
| ----------------- | ----- | ------- | ------- | ------- | ------- | ------- | ------- | ------------ | ------------ | ------------ | ------------ | ------------ | ------------ | ------ | ------ | ------ | ------ | ------ | ------ | -- |
| Bundesliga        | 41    | 17      | 6       | 5       | 6       | 20      | 18      | 17           | 5            | 3            | 9            | 15           | 23           | 34     | 11     | 8      | 15     | 35     | 41     | -6 |
| Coppa di Germania | -     | 1       | 1       | 0       | 0       | 1       | 0       | 2            | 1            | 0            | 1            | 4            | 3            | 3      | 2      | 0      | 1      | 5      | 3      | +2 |
| Totale            | 41    | 18      | 7       | 5       | 6       | 21      | 18      | 19           | 6            | 3            | 10           | 19           | 26           | 37     | 13     | 8      | 16     | 40     | 44     | -4 |

### Andamento in campionato
| Giornata  | 1 | 2 | 3 | 4 | 5 | 6 | 7 | 8 | 9 | 10 | 11 | 12 | 13 | 14 | 15 | 16 | 17 | 18 | 19 | 20 | 21 | 22 | 23 | 24 | 25 | 26 | 27 | 28 | 29 | 30 | 31 | 32 | 33 | 34 |
| --------- | - | - | - | - | - | - | - | - | - | -- | -- | -- | -- | -- | -- | -- | -- | -- | -- | -- | -- | -- | -- | -- | -- | -- | -- | -- | -- | -- | -- | -- | -- | -- |
| Luogo     | T | C | T | C | T | C | C | T | C | T  | C  | T  | C  | T  | C  | T  | C  | C  | T  | C  | T  | C  | T  | T  | C  | T  | C  | T  | C  | T  | C  | T  | C  | T  |
| Risultato | V | V | V | P | V | P | P | N | P | P  | N  | P  | N  | N  | V  | P  | N  | P  | V  | N  | V  | N  | P  | P  | V  | P  | V  | P  | P  | N  | V  | P  | V  | P  |
| Posizione | 3 | 2 | 2 | 3 | 2 | 2 | 4 | 5 | 9 | 11 | 10 | 15 | 14 | 14 | 11 | 14 | 13 | 13 | 11 | 11 | 10 | 10 | 10 | 12 | 10 | 13 | 10 | 12 | 14 | 14 | 11 | 14 | 11 | 13 |

Legenda:

Luogo: C = Casa; T = Trasferta. Risultato: V = Vittoria; N = Pareggio; P = Sconfitta.

### Statistiche dei giocatori
| Giocatore               | Bundesliga | Bundesliga | Bundesliga  | Bundesliga | Coppa di Germania | Coppa di Germania | Coppa di Germania | Coppa di Germania | Totale   | Totale | Totale      | Totale     |
| Giocatore               | Presenze   | Reti       | Ammonizioni | Espulsioni | Presenze          | Reti              | Ammonizioni       | Espulsioni        | Presenze | Reti   | Ammonizioni | Espulsioni |
| ----------------------- | ---------- | ---------- | ----------- | ---------- | ----------------- | ----------------- | ----------------- | ----------------- | -------- | ------ | ----------- | ---------- |
| G. Aduobe               | 29         | 1          | 2           | 1          | 2                 | 0                 | 0                 | 0                 | 31       | 1      | 2           | 1          |
| M. Arvidsson            | 22         | 1          | 1           | 0          | 2                 | 2                 | 0                 | 0                 | 24       | 3      | 1           | 0          |
| M. Beierle              | 0          | 0          | 0           | 0          | 0                 | 0                 | 0                 | 0                 | 0        | 0      | 0           | 0          |
| B. Brunnemann           | 0          | 0          | 0           | 0          | 0                 | 0                 | 0                 | 0                 | 0        | 0      | 0           | 0          |
| C. Busch                | 0          | 0          | 0           | 0          | 0                 | 0                 | 0                 | 0                 | 0        | 0      | 0           | 0          |
| A. Di Salvo             | 16         | 2          | 2           | 0          | 0                 | 0                 | 0                 | 0                 | 16       | 2      | 2           | 0          |
| K. Hansen               | 8          | 0          | 1           | 0          | 1                 | 0                 | 0                 | 0                 | 9        | 0      | 1           | 0          |
| D. Hill                 | 20         | 2          | 3           | 0          | 1                 | 0                 | 0                 | 0                 | 21       | 2      | 3           | 0          |
| D. Hirsch               | 18         | 1          | 2           | 0          | 1                 | 0                 | 1                 | 0                 | 19       | 1      | 3           | 0          |
| A. Jakobsson            | 33         | 1          | 1           | 1          | 3                 | 0                 | 0                 | 0                 | 36       | 1      | 1           | 1          |
| J. Kientz               | 14         | 1          | 3           | 0          | 1                 | 1                 | 0                 | 0                 | 15       | 2      | 3           | 0          |
| D. Klewer               | 0          | 0          | 0           | 0          | 0                 | 0                 | 0                 | 0                 | 0        | 0      | 0           | 0          |
| M. Kovář                | 20         | 0          | 2           | 0          | 3                 | 0                 | 0                 | 0                 | 23       | 0      | 2           | 0          |
| T. Lange                | 2          | 0          | 0           | 0          | 0                 | 0                 | 0                 | 0                 | 2        | 0      | 0           | 0          |
| M. Lantz                | 28         | 1          | 7           | 1          | 2                 | 0                 | 1                 | 0                 | 30       | 1      | 8           | 1          |
| R. Maul                 | 24         | 0          | 3           | 0          | 2                 | 0                 | 0                 | 0                 | 26       | 0      | 3           | 0          |
| T. Meggle               | 20         | 1          | 5           | 0          | 2                 | 1                 | 0                 | 0                 | 22       | 2      | 5           | 0          |
| U. Möhrle               | 2          | 0          | 0           | 0          | 0                 | 0                 | 0                 | 0                 | 2        | 0      | 0           | 0          |
| J. Persson              | 26         | 0          | 4           | 0          | 1                 | 0                 | 0                 | 0                 | 27       | 0      | 4           | 0          |
| R. Prica                | 27         | 7          | 6           | 1          | 3                 | 0                 | 1                 | 0                 | 30       | 7      | 7           | 1          |
| R. Rydlewicz            | 22         | 6          | 3           | 0          | 2                 | 0                 | 0                 | 0                 | 24       | 6      | 3           | 0          |
| B. Salou                | 24         | 4          | 1           | 1          | 3                 | 1                 | 1                 | 0                 | 27       | 5      | 2           | 1          |
| M. Schober              | 34         | 0          | 2           | 0          | 3                 | 0                 | 0                 | 0                 | 37       | 0      | 2           | 0          |
| M. Vorbeck              | 22         | 4          | 4           | 0          | 2                 | 0                 | 0                 | 0                 | 24       | 4      | 4           | 0          |
| P. Wibrån               | 25         | 3          | 0           | 0          | 3                 | 0                 | 0                 | 0                 | 28       | 3      | 0           | 0          |
| G. Wimmer               | 26         | 0          | 4           | 0          | 2                 | 0                 | 1                 | 0                 | 28       | 0      | 5           | 0          |
| M. von Walsleben-Schied | 0          | 0          | 0           | 0          | 1                 | 0                 | 0                 | 0                 | 1        | 0      | 0           | 0          |